# Дейвис, Питер Максвелл
Пи́тер Ма́ксвелл Де́йвис (англ. Peter Maxwell Davies; 8 сентября 1934, Солфорд, Большой Манчестер, Великобритания — 14 марта 2016) — британский композитор и дирижёр.

## Биография
Брал уроки фортепиано и сочинял музыку с детских лет. Закончил Манчестерский университет и Королевский Манчестерский колледж музыки, где его однокашниками были Харрисон Бёртуистл и Джон Огдон (вместе они в 1953 году организовали ансамбль «New Music Manchester Group»). По окончании колледжа в 1956 году некоторое время учился в Риме у Гоффредо Петрасси. Преподавал музыку в школе (1959—1962). С 1962 года по стипендии, полученной при поддержке Аарона Копленда и Бенджамина Бриттена, стажировался в Принстонском университете. В 1965—1966 годах — Composer in Residence в Консерватории университета Аделаиды.
Вернувшись, поселился на Оркнейских островах. В 1967 году вместе с Бёртуистлом создал ансамбль современной музыки Pierrot Players. Организовал в Керкуолле художественный фестиваль Святого Магнуса (1977). Выступал дирижёром Филармонического оркестра Би-Би-Си (1992—2002), лондонской Филармонии, Кливлендского оркестра, Бостонского симфонического оркестра, оркестра Лейпцигского Гевандхауза и др. прославленных музыкальных коллективов. Занимал должность профессора композиции в Королевской академии музыки (Лондон).

## Творчество
В ранних произведениях придерживался сериализма, прибегал к пародии (в частности, в «Восьми песнях для безумного короля» пародировал генделевского «Мессию»). В позднейших вещах приходит к более гармоническому стилю, отчасти сближающему его с творчеством Сибелиуса. Испытывает интерес к композиционным приёмам средневековой и ренессансной музыки, темам шотландского фольклора, использует магический квадрат, латинский квадрат и другие нумерологические техники. Работает в кино, автор ряда сочинений для детей.

## Избранные сочинения
- 5 пьес для фортепиано (1955—1956)
- Prolation (1958)
- Sextuor (1958)
- O Magnum Mysterium для хора и оркестра (1960)
- Струнный квартет (1961)
- Fantasias on an In nomine of John Taverner для расширенного оркестра из нескольких ансамблей (1962)
- Симфония для камерного оркестра (1962)
- Second Fantasia on J.Taverner’s In Nomine (1964)
- Shakespeare Music (1964)
- The Shepherd’s Calendar для тенора, хора и инструментального ансамбля (1965)
- Пять хоралов для двух сопрано и контральто (1966)
- Worldes Blis , мотет для оркестра (1966—1969)
- Hymnos для кларнета и фортепиано (1967)
- Eight Songs for a Mad King для певца/рассказчика/актера и камерного ансамбля (1968)
- Missa super l’homme armé для певца или певицы и ансамбля (1968, ред. 1971)
- St. Thomas Wake, фокстрот для оркестра на тему паваны Джона Булла (1969)
- Vesalii icones для танцора, виолончели соло и инструментального ансамбля (1969)
- Taverner, опера (1970, на основе жизни Джона Тавернера)
- Tenebræ super Gesualdo для меццо-сопрано и инструментального ансамбля (1972)
- Hymn to St. Magnus для сопрано и инструментального ансамбля (1972)
- Stone Litany для меццо-сопрано и оркестра (1973)
- Fiddlers at the Wedding для меццо-сопрано и инструментального ансамбля (1973—1974)
- Psalm 124 (1974)
- Dark Angels для сопрано и гитары (1974)
- Ave Maris Stella для камерного ансамбля (1975)
- Anakreontika для меццо-сопрано и инструментального ансамбля (1976)
- Симфония № 1 для оркестра (1976—1977)
- The Martyrdom of St Magnus, камерная опера (1977)
- Salome, балет (1978)
- The Lighthouse, камерная опера (1979)
- Farewell to Stromness, интерлюдия для фортепиано (1980)
- Cinderella, опера для детей (1980)
- Image, Reflection, Shadow для ансамбля (1982)
- Sinfonia concertante (1982)
- Концерт для скрипки и оркестра, посвящён Айзеку Стерну (1985)
- Strathclyde Concertos, № 1—10 (1986—1996)
- Caroline Mathilde, балет (1991)
- A Spell for Green Corn: The MacDonald Dances для скрипки и оркестра (1993)
- Симфония № 5 (1994)
- The Doctor of Myddfai, опера (1996)
- Job для певцов и оркестра (1997)
- Концерт для фортепиано с оркестром (1997)
- Mr Emmet Takes a Walk , камерная опера (2000)
- Симфония № 8, Antarctic Symphony (2001)
- Naxos Quartets (2001—2007, 10 струнных квартетов)
- Homerton (2010, для хора Кембриджского Homerton College)
- Kommilitonen! (2011, опера)
- Симфония № 9 (2012)

## Признание
Награждён орденом Британской империи (1981), возведён в рыцарское достоинство (1987). С 1989 года был президентом Национальной федерации музыкальных обществ Великобритании. Почетный доктор Оксфордского университета. Мастер королевской музыки (2004).
Кавалер Почёта (2014).